# Aïda Ndong
Pour les articles homonymes, voir Ndong.
Aïda Ndong, née le 12 janvier 1967 à Dakar, est une joueuse de basket-ball sénégalaise.

## Carrière
En club, Aïda Ndong remporte avec l'AS Bopp Basket Club la Coupe d'Afrique des clubs champions en 1985 ainsi que le Championnat du Sénégal et la Coupe du Sénégal en 1983 et 1984. Elle évolue ensuite en France.
Avec l'équipe du Sénégal, elle remporte notamment le Championnat d'Afrique féminin de basket-ball 1984, la médaille de bronze des Jeux africains de 1987 et termine 14e du Championnat du monde féminin de basket-ball 1998 en Allemagne.
Elle devient présidente de l'Amicale des internationales et basketteuses du Sénégal en 2013.